# میتسومی
میتسومی (به ژاپنی: ミツミ電機) شرکت الکترونیک ژاپنی است، که در زمینه ساخت دیسک نوری و فلاپی‌دیسک، صفحه‌کلید و موس، کنترل‌کننده‌های بازی و نیز قطعات مختلف کنسول‌های بازی مانند نینتندو دی‌اس، پلی‌استیشن و ایکس‌باکس فعالیت می‌کند.
شرکت میتسومی در سال ۱۹۵۴ تأسیس شد. دفتر مرکزی این شرکت در تاما، توکیو، ژاپن قرار دارد و بخشی از سهام آن در بازارهای بورس توکیو و بورس اوساکا معامله می‌شود.
مستر تراست بانک با ۱۲٫۱ درصد و ژاپن تراستی سرویس بانک با در اختیار داشتن ۹٫۴ درصد از سهام میتسومی، بزرگترین سهام‌داران آن به‌شمار می‌آیند.